# Italian Football League 2010
L'Italian Football League 2010 è la 3ª edizione del campionato di football americano organizzato dalla IFL. La stagione è iniziata il 14 marzo ed è terminato con il III Italian Superbowl il 26 giugno 2010.

## Stagione regolare

### Calendario

#### 1ª giornata
| Roma 14 marzo 2010, ore 14:30 | Marines Lazio | 30 – 37 | Giants Bolzano | Stadio Alfredo Brera |

| Bolzano 14 marzo 2010, ore 16:00 | Panthers Parma | 49 – 29 | Lions Bergamo | Stadio Europa |

#### 2ª giornata
| Bolzano 20 marzo 2010, ore 14:00 | Giants Bolzano | 52 – 81 | Elephants Catania | Stadio Europa |

| Milano 20 marzo 2010, ore 18:00 | Rhinos Milano | 21 – 28 | Panthers Parma | Velodromo Maspes-Vigorelli |

| Bologna 20 marzo 2010, ore 21:00 | Warriors Bologna | 33 – 40 | Hogs Reggio Emilia | Alfheim Field – Centro sportivo "Giorgio Bernardi" |

| Osio Sotto 21 marzo 2010, ore 15:00 | Lions Bergamo | 43 – 42 | Marines Lazio | Stadio Comunale |

#### 3ª giornata
| Catania 27 marzo 2010, ore 13:30 | Elephants Catania | 20 – 41 | Lions Bergamo | Stadio Santa Maria Goretti |

| Roma 27 marzo 2010, ore 15:00 | Marines Lazio | 42 – 34 | Dolphins Ancona | Stadio P.Giannattasio |

| Bolzano 27 marzo 2010, ore 20:00 | Giants Bolzano | 35 – 21 | Warriors Bologna | Stadio Europa |

| Parma 28 marzo 2010, ore 15:00 | Panthers Parma | 47 – 44 | Hogs Reggio Emilia | Stadio XXV Aprile |

#### 4ª giornata
| Bologna 10 aprile 2010, ore 12:30 | Warriors Bologna | 34 – 41 | Elephants Catania | Alfheim Field – Centro sportivo "Giorgio Bernardi" |

| Milano 10 aprile 2010, ore 18:00 | Rhinos Milano | 14 – 34 | Marines Lazio | Velodromo Maspes-Vigorelli |

| Scandiano 10 aprile 2010, ore 19:00 | Hogs Reggio Emilia | 47 – 0 | Giants Bolzano | Stadio Andrea Torelli |

| Osio Sotto 11 aprile 2010, ore 15:00 | Lions Bergamo | 38 – 32 | Dolphins Ancona | Stadio Comunale |

#### 5ª giornata
| Bologna 17 aprile 2010, ore 15:00 | Dolphins Ancona | 13 – 40 | Hogs Reggio Emilia | Alfheim Field |

| Bologna 17 aprile 2010, ore 21:00 | Warriors Bologna | 27 – 42 | Rhinos Milano | Alfheim Field – Centro sportivo "Giorgio Bernardi" |

#### 6ª giornata
| Catania 24 aprile 2010, ore 15:00 | Elephants Catania | 56 – 34 | Dolphins Ancona | Stadio Santa Maria Goretti |

| Milano 24 aprile 2010, ore 18:00 | Rhinos Milano | 32 – 14 | Lions Bergamo | Velodromo Vigorelli |

| Scandiano 24 aprile 2010, ore 20:00 | Hogs Reggio Emilia | 37 – 38 | Marines Lazio | Stadio Torelli |

| Parma 25 aprile 2010, ore 15:00 | Panthers Parma | 42 – 26 | Warriors Bologna | Stadio XXV Aprile |

#### 7ª giornata
| Roma 1º maggio 2010, ore 15:00 | Marines Lazio | 32 – 33 | Panthers Parma | Stadio P.Giannattasio |

| Bolzano 1º maggio 2010, ore 20:00 | Giants Bolzano | 43 – 40 | Lions Bergamo | Stadio Europa |

#### 8ª giornata
| Milano 8 maggio 2010, ore 18:00 | Rhinos Milano | 35 – 0 | Dolphins Ancona | Velodromo Vigorelli |

| Scandiano 5 giugno 2010, ore 20:00 | Hogs Reggio Emilia | 70 – 75 | Elephants Catania | Stadio Torelli |

| Osio Sotto 9 maggio 2010, ore 15:00 | Lions Bergamo | 38 – 33 | Warriors Bologna | Stadio Comunale |

| Parma 9 maggio 2010, ore 15:00 | Panthers Parma | 56 – 13 | Giants Bolzano | Stadio XXV Aprile |

#### 9ª giornata
| Ancona 15 maggio 2010, ore 21:00 | Dolphins Ancona | 13 – 31 | Warriors Bologna | Stadio Giuliani |

| Catania 16 maggio 2010, ore 14:30 | Elephants Catania | 35 – 28 | Rhinos Milano | Stadio Santa Maria Goretti |

#### 10ª giornata
| Bolzano 22 maggio 2010, ore 20:00 | Giants Bolzano | 22 – 21 | Rhinos Milano | Stadio Europa |

| Ancona 22 maggio 2010, ore 20:30 | Dolphins Ancona | 13 – 55 | Panthers Parma | Stadio Dorico |

| Osio Sotto 23 maggio 2010, ore 15:00 | Lions Bergamo | 27 – 26 | Hogs Reggio Emilia | Stadio Comunale |

| Roma 23 maggio 2010, ore 15:00 | Marines Lazio | 37 – 48 | Elephants Catania | Stadio P.Giannattasio |

#### 11ª giornata
| Ancona 29 maggio 2010, ore 20:30 | Dolphins Ancona | 63 – 64 | Giants Bolzano | Stadio Dorico |

| Bologna 29 maggio 2010, ore 21:00 | Warriors Bologna | 42 – 14 | Marines Lazio | Alfheim Field – Centro sportivo "Giorgio Bernardi" |

| Catania 30 maggio 2010, ore 14:00 | Elephants Catania | 51 – 30 | Panthers Parma | Stadio Santa Maria Goretti |

| Scandiano 30 maggio 2010, ore 16:00 | Hogs Reggio Emilia | 39 – 41 | Rhinos Milano | Stadio Andrea Torelli |

### Classifica
La classifica dopo l'11ª giornata è la seguente:
- PCT = percentuale di vittorie, G = partite giocate, V = partite vinte, P = partite perse, PF = punti fatti, PS = punti subiti
- La qualificazione ai play-off è indicata in verde

| Pos. | Squadra            | PCT  | G | V | P | PF  | PS  |
| ---- | ------------------ | ---- | - | - | - | --- | --- |
| 1    | Elephants Catania  | .875 | 8 | 7 | 1 | 407 | 326 |
| 2    | Panthers Parma     | .875 | 8 | 7 | 1 | 340 | 229 |
| 3    | Giants Bolzano     | .625 | 8 | 5 | 3 | 266 | 359 |
| 4    | Lions Bergamo      | .625 | 8 | 5 | 3 | 270 | 277 |
| 5    | Rhinos Milano      | .500 | 8 | 4 | 4 | 234 | 199 |
| 6    | Hogs Reggio Emilia | .375 | 8 | 3 | 5 | 343 | 274 |
| 7    | Marines Lazio      | .375 | 8 | 3 | 5 | 269 | 288 |
| 8    | Warriors Bologna   | .250 | 8 | 2 | 6 | 247 | 265 |
| 9    | Dolphins Ancona    | .000 | 8 | 0 | 8 | 202 | 361 |

## Playoff
|  | Semifinali | Semifinali        | Semifinali |                |    | Superbowl         | Superbowl | Superbowl |  |
|  |            |                   |            |                |    |                   |           |           |  |
|  | 1          | Elephants Catania | 27         |                |    |                   |           |           |  |
|  | 1          | Elephants Catania | 27         |                |    |                   |           |           |  |
|  | 4          | Lions Bergamo     | 14         |                |    |                   |           |           |  |
|  | 4          | Lions Bergamo     | 14         |                | 1  | Elephants Catania | 26        |           |  |
|  |            |                   |            |                | 1  | Elephants Catania | 26        |           |  |
|  |            |                   | 2          | Panthers Parma | 56 |                   |           |           |  |
|  | 2          | Panthers Parma    | 2          | Panthers Parma | 56 | 21                |           |           |  |
|  | 2          | Panthers Parma    |            |                |    |                   |           |           |  |
|  | 3          | Giants Bolzano    | 20         |                |    |                   |           |           |  |

### Semifinali
| Catania 13 giugno 2010, ore 15:00 | Elephants Catania | 27 – 14 | Lions Bergamo | Stadio Santa Maria Goretti |

| Parma 13 giugno 2010, ore 15:00 | Panthers Parma | 21 – 20 | Giants Bolzano | Stadio XXV Aprile |

### Superbowl
| Sesto San Giovanni 26 giugno 2010 | Elephants Catania | 26 – 56 | Panthers Parma | Stadio Ernesto Breda |

## III Italian Superbowl
La partita finale, chiamata III Italian Superbowl si è giocata il 26 giugno 2010 allo Stadio Ernesto Breda di Sesto San Giovanni.

## Verdetti
- Panthers Parma campioni d'Italia IFL 2010 e qualificati alla European Football League 2011.